# Petidina
La petidina (DCI), generalmente conocida como meperidina, es un narcótico analgésico que actúa como depresor del sistema nervioso central y se utiliza para aliviar el dolor de intensidad media o alta.
La petidina pertenece al grupo de los opioides síntéticos, más concretamente a la familia de las fenilpiperidinas (familia con estructura y propiedades farmacológicas diferentes a los fármacos de la familia de las fenilpropilaminas como por ejemplo la metadona). Al igual que otros opioides, causa dependencia y síndrome de abstinencia si se deja de tomar de forma repentina tras varios días de administración, por lo que la dosis debe retirarse de forma gradual.
Tiene la propiedad única entre los opioides de producir bloqueo de los canales iónicos, de esta forma también provee analgesia mediante un mecanismo anestésico local.

## Efectos e indicaciones
Analgésico opiáceo, agonista puro, con propiedades semejantes a la morfina pero de más rápida aparición y más corta duración.
Puede indicarse en:
- Espasmos de la musculatura lisa de vías biliares eferentes, aparato genitourinario y tracto gastrointestinal.
- Espasmos vasculares, angina de pecho y crisis tabéticas
- Dolor al orinar
- Espasmos y rigidez del "hocico de tenca" (facilitación del parto indoloro)
- Dolor intenso: contracturas dolorosas y dolores de expulsión en obstetricia; dolor postoperatorio, por fracturas, neuralgias.
- Premedicación en cirugía: antes y durante la anestesia intravenosa y por inhalación.
- Síndrome coronario agudo (SICA): angor pectoris inestable, infarto agudo al miocardio.

## Contraindicaciones
Hipersensibilidad a opioides, tendencias suicidas, depresión respiratoria, enfermedad pulmonar obstructiva crónica y asma

## Advertencias y precauciones
- Niños
- Ancianos
- Adenoma de próstata
- Obstrucción uretral
- Asma
- Epilepsia
- Alcoholismo crónico
- Dependencia a opiáceos
- Hipotiroidismo
- Insuficiencia hepática
- Insuficiencia renal
- Hipertensión intracraneal, lesión cerebral
- Puede producir dependencia y tolerancia. La suspensión brusca provoca síndrome de abstinencia.
- Embarazo: Produce síndrome de abstinencia neonatal. Usado en el parto, ocasiona depresión respiratoria neonatal.
- Lactancia: Evitar. Se excreta por la leche materna. Interrumpir la lactancia 4-6 h después de la administración del fármaco.
- Efectos sobre la capacidad de conducir: Puede producir somnolencia, disminución de la alerta y vértigos.

La petidina no debe utilizarse para el control del dolor postquirúrgico en individuos de edad avanzada.

## Interacciones
- Toxicidad aumentada por: aciclovir, prometazina, clorpromazina, fenobarbital, ritonavir.
- Efecto potenciado por: cimetidina.
- Acción y toxicidad aumentadas por: Inhibidores de la mono amino oxidasa (IMAO)
- Toxicidad mutua potenciada por: selegilina (IMAO).

## Reacciones adversas
Náuseas, vómitos, somnolencia, desorientación, sudoración, euforia, tolerancia, cefalea, cambios de humor, espasmo laríngeo, parada cardiaca, diarrea, estreñimiento, visión borrosa, convulsiones, edema, prurito. Vía IV, taquicardia.
La petidina es un fármaco de estricto uso médico, con una utilidad indiscutible. Es de uso habitual en la práctica médica hospitalaria.
Su utilización debe ser siempre supervisada por personal facultativo experimentado

## Intoxicación o sobredosis
Síntomas que se pueden presentar:
- Ojos, oídos, nariz y garganta
  - Pupilas pequeñas (puede ser normal)
- Gastrointestinales
  - Estreñimiento
  - Náuseas
  - Espasmos estomacales o intestinales
  - Vómitos
- Corazón y sangre
  - Pulso débil
  - Presión arterial baja
- Pulmones
  - Dificultad respiratoria
  - Paro respiratorio
  - Respiración superficial
  - Respiración lenta y forzada
- Sistema nervioso
  - Coma
  - Convulsiones
  - Mareo
  - Somnolencia
  - Fasciculaciones musculares
- Cutáneos
  - Uñas y labios azulados (cianosis)

## Mal uso, dependencia y distracción
Se han conocido personas famosas involucradas con el uso inapropiado de la petidina:
- Marcial Maciel (1920-2008), sacerdote católico mexicano, abusador sexual y pedófilo, fundador de las congregaciones de Legionarios de Cristo y Regnum Christi, fue acusado repetidamente de ser adicto a esta substancia Demerol así como a la morfina.[1]
- Elizabeth Taylor (1932-2011), actriz estadounidense. En la biografía autorizada de la actriz, la periodista Kate Andersen Brower entrevista a uno de sus hijos, quien revela que la ayudaba a inyectarse la sustancia.[2]

- Elvis Presley (1935-1977), cantante estadounidense de rock. A finales de 1973 fue hospitalizado en estado semicomatoso por los efectos del abuso en el consumo de Demerol.

- Tammy Wynette (1942-1998), cantante estadounidense de música country. La hija de Wynette, Jackie Daly, escribió un libro en 2000 en el cual dijo que su madre, de 55 años, tomó accidentalmente Demerol, Dilaudid, Versed y otros analgésicos que la llevaron a la muerte.[3]

- Harold Shipman (1946-2004), asesino en serie británico, de profesión médico. Mató a unos 500 de sus pacientes. Fue condenado a cadena perpetua y se suicidó en prisión.[4]

- David Kennedy (1955-1984), cuarto hijo de Robert F. Kennedy. Murió por una ingesta múltiple de cocaína, demerol y mellaril a los 28 años.[5]

- Michael Jackson (1958-2009), cantante, músico y compositor estadounidense de música pop. El uso de este analgésico se ha vinculado con el accidente que Jackson sufrió mientras rodaba un anunció de Pepsi en 1984 que le causó quemaduras de segundo y tercer grado en la cara y el cuero cabelludo.[6] Se considera que la prescripción médica de calmantes y analgésicos para paliar el dolor fue la causante de su adicción a estas sustancias y la que le llevó a ser tratado en una clínica de rehabilitación en 1993. Más tarde, en 1997, le dedicaría una canción al Demerol, titulada «Morphine».[7] El Demerol era el analgésico que más abundaba en la casa de Jackson hasta su muerte a los 50 años.

- Cayayo (1968-1999), guitarrista de la banda venezolana Sentimiento Muerto. Murió (presuntamente) por una sobredosis, combinada con cocaína.